# Hugo Benioff
Vitor Hugo Benioff (Los Angeles, 14 de setembro de 1899 — Los Angeles, 1 de fevereiro de 1968) foi um sismólogo e professor universitário norte-americano. Lecionou no Instituto de Tecnologia da Califórnia.
Contribuiu para o aumento do conhecimento sobre o modo e a razão da ocorrência de sismos. Em 1927, um sismólogo japonês, Kiyoo Wadati, demonstrou que muitos sismos começam em camadas muito profundas da crosta terrestre. Na década de 1950, Benioff compreendeu que essas zonas se situam muitas vezes junto às fossas oceânicas. Mais tarde, cartografou estas zonas, hoje denominadas Camadas de Benioff-Wadati.

## Prémios e honrarias
- Medalha Arthur L. Day (1957)[2]
- Medalha William Bowie (1965)[3]